# TV Hebdo (France)
Pour les articles homonymes, voir TV Hebdo.
 (décembre 2008).
Si vous disposez d'ouvrages ou d'articles de référence ou si vous connaissez des sites web de qualité traitant du thème abordé ici, merci de compléter l'article en donnant les références utiles à sa vérifiabilité et en les liant à la section « Notes et références ».
TV Hebdo était un hebdomadaire de magazine de télévision français créé en 1987; absorbé par TV Magazine, sa diffusion est arrêtée en 2009. Titre créé par Hachette Filipacchi Médias, devenu Lagardère Active presse.

## Historique
TV Hebdo est un magazine hebdomadaire français appartenant à la catégorie de la presse de télévision. TV Hebdo est un des magazines de télévision les plus vendus en France, derrière TV Magazine, Télé Z, Télé Loisirs, Télé Poche et Télé 7 Jours avec 6 chaînes hertziennes et les chaînes RTL Télévision, la RTBF, RTL-TVI et les autres chaînes.
En janvier 2009, TV Hebdo est absorbé par TV Magazine. Le groupe Figaro prendra 70 % de la nouvelle entité.

## Annexe
- Presse de télévision avec les chiffres de ventes des magazines du secteur.